# Miguel Franco
Miguel Franco (Leiria, 1918 — 1988) foi um actor, encenador e dramaturgo português.
Miguel Franco desenvolveu o teatro na sua cidade natal, através da recriação do Grupo de Teatro Miguel Leitão, de que foi diretor e encenador. A partir de 1950, com a apresentação, por todo o país, da peça Tá-Mar, de Alfredo Cortez, o Grupo de Teatro Miguel Leitão passa a destacar-se na dinâmica do teatro amador em Portugal, sendo ainda de destacar a divulgação das obras de Gil Vicente, um pouco por todo o país. 
Depois, ainda com Franco como encenador, o Grupo montou a peça de Bernardo Santareno, O Duelo, cuja estreia seria impedida pela censura.
Sobre o Grupo Miguel Leitão e Miguel Franco assinala-se ainda o facto de levar o teatro para fora das salas habituais, criando representações ao ar livre, e em festivais de verão, começando pela sua região, onde recriou ao modo vicentino A Farsa de Inês Pereira, apresentada no Castelo de Leiria, no claustro do Mosteiro de Alcobaça e no Convento de Cristo, em Tomar. 
Como dramaturgo, Miguel Franco é considerado o mais importante da década de 1970, na categoria da chamada Dramaturgia Histórica, segundo a História do Teatro em Portugal, de Luiz Francisco Rebello. Da sua obra fazem parte O Motim, A Legenda do Cidadão Miguel Lino, O Capitão de Navios, Visita Muito Breve, tendo deixado várias obras por terminar, de que se destaca Leonor Fonseca Pimentel.
Ator de cinema a partir da década de 1960, participou em cerca de dez películas, nomeadamente Crime de Aldeia Velha (1963), O Trigo e o Joio (1964) e Lotação Esgotada (1972), de Manuel de Guimarães, Domingo à Tarde (1966), de António de Macedo, O Cerco (1970) e Vidas (1984), de António da Cunha Telles, A Fuga (1976), de Luís Filipe Rocha, O Rei das Berlengas (1978), de Artur Semedo, e Manhã Submersa (1980), de Lauro António.
Ainda em Leiria, criou no Ateneu Desportivo de Leiria, de que era igualmente diretor, um espaço de conferências a que chamou Sexta-feira à Noite, no qual intervieram entre outros Bernardo Santareno, Rogério Paulo ou Luiz Francisco Rebello. A edilidade local viria a atribuir o seu nome ao Teatro Miguel Franco, equipamento cultural construído em 2003, nas instalações do velho Mercado de Sant'Ana.
A sua última entrevista para a televisão foi feita por Jorge Listopad, a 19 de Fevereiro de 1988, na RTP1.

## Filmografia
- O Trigo e o Joio (1965)
- Domingo à Tarde (1966)
- O Rei das Berlengas (1978), realizado por Artur Semedo
- A Culpa (1980)